# Trigonella caerulea
Espèce
Trigonella caerulea est une espèce de plantes à fleurs de la famille des Fabaceae. C'est une plante herbacée annuelle.
Malgré son nom vernaculaire de mélilot bleu, cette plante n'appartient pas au genre Melilotus.
Elle est utilisée comme plante aromatique, notamment dans la cuisine géorgienne et dans un fromage suisse traditionnel, le Schabziger.

## Description
Trigonella caerulea mesure de 30 à 60 cm de haut. Ses feuilles sont obovales ou lancéolées, longues de 2-5 cm, larges de 1-2 cm et dentées en scie dans la partie supérieure. Les pédoncules floraux sont des racèmes compacts et globuleux, plus longs que les feuilles. Les sépales sont deux fois plus courts que la corolle, dont les dents sont égales au tube. La corolle mesure 5,5-6,5 mm de long et est bleue. Les gousses sont dressées ou légèrement incurvée, comprimée, 4-5 mm de long avec un bec de 2 mm. Les graines sont petites et allongées. Il fleurit en avril-mai, les graines mûrissent en mai-juin. Il est autogame.

## Répartition et habitat
Trigonella caerulea est présent dans de nombreux pays tempérés : Alberta, Allemagne, Biélorussie, Bulgarie, Chine centrale, Espagne, États baltes, Floride, Grande-Bretagne, Krym, Mandchourie, Manitoba, Maryland, Mongolie, New York, Primorye, Russie, Saskatchewan, Sibérie occidentale, Tchécoslovaquie, Transcaucasie, Ukraine.

## Utilisation
Trigonella caerulea est largement utilisé dans la cuisine géorgienne, où il est connu sous le nom de utskho suneli. C'est l'un des ingrédients du mélange d'épices géorgien khmeli suneli. On utilise les graines, les gousses et les feuilles. L'odeur et le goût sont similaires à ceux du fenugrec ordinaire, mais plus doux
.
En Suisse, il est utilisé pour aromatiser le fromage traditionnel schabziger.

## Liste des sous-espèces
Selon GBIF (12 février 2025) :
- Trigonella caerulea subsp. caerulea

## Systématique
Le nom correct complet (avec auteur) de ce taxon est Trigonella caerulea (L.) Ser..
L'espèce a été initialement classée dans le genre Trifolium sous le basionyme Trifolium caeruleum L..
Ce taxon porte en français les noms vernaculaires ou normalisés suivants : Baumier, ; Mélilot bleu,, ; Sainegrain ; Thé d'Europe,, ; Trigonelle ; Trigonelle bleue,, ; Trigonelle des prés ; Trèfle bleu, ; Trèfle musqué, ; Trèfle odorant.
En anglais blue melilot et en géorgien : ულუმბო, უცხო სუნელი - ulumbo, utskho suneli.
Trigonella caerulea a pour synonymes :
- Amoria vivianii C.Presl
- Amoria vivianii C.Presl ex Steud.
- Folliculigera coerulea (L.) Pasq.
- Grammocarpus caeruleus (L.) Gasp., 1853
- Grammocarpus caeruleus (L.) Schur
- Melilotus caeruleus var. connatus (Bernh. ex Rchb.) Rchb.f.
- Melilotus caeruleus var. densiflorus Neilr.
- Melilotus caeruleus (L.) Desr.
- Melilotus coerulea (L.) Desr.
- Melilotus connatus Bernh.
- Melilotus connatus Bernh. ex Rchb.
- Melilotus hortensis Gaterau
- Sertula caerulea (L.) Kuntze
- Teliosma caerulea var. decumbens Alef.
- Teliosma caerulea var. sativa Alef.
- Teliosma caerulea (L.) Alef.
- Telis caerulea (L.) Kuntze
- Trifoliastrum caeruleum (L.) Moench
- Trifolium caeruleum L.
- Trifolium melilotus var. caeruleum L.
- Trifolium melilotus-caeruleus L., 1753
- Trigonella caerulea subsp. connata (Bernh. ex Rchb.) Asch. & Graebn.
- Trigonella caerulea subsp. sativa (Alef.) Thell.
- Trigonella coerulea (L.) Ser.
- Trigonella connata Meyer
- Trigonella connata Meyer ex Steud.
- Trigonella melilotus var. caerulea (Ser.) Asch. & Graebn.
- Trigonella melilotus-caerulea (L.) Asch. & Graebn.
- Trigonella melilotus-coeruleus (L.) Asch. & Graebn.